# Cul noir limousin
Le cul noir limousin est une race porcine française originaire de la région de Saint-Yrieix-la-Perche, dans le sud de la Haute-Vienne. Ce cochon de type ibérique, blanc taché de noir, a été délaissé au profit d'autres races lorsque s'est développé l'élevage industriel du porc, principalement du fait de sa faible croissance et de sa forte proportion de gras.
Après avoir manqué disparaître dans les années 1970 et 1980, le cul noir limousin est sauvé par le programme de sauvegarde mené par l' Institut technique du porc. Les effectifs augmentent de nouveau depuis, grâce à quelques éleveurs passionnés qui élèvent leurs porcs suivant des traditions ancestrales.

## Origine
Autrefois mieux connu sous le nom de « porc de Saint-Yrieix », le Cul Noir Limousin occupe depuis plusieurs siècles l'ouest du Massif central. Deux variétés sont identifiées en 1850, une petite variété potelée avec des oreilles semi-dressées (race Limousine), et une grande variété, moins épaisse et aux oreilles horizontales (race périgourdine). Ces deux variétés sont rassemblées dans les années 1900. On peut toutefois noter que certains animaux appartenant à la grande variété ont été croisés avec des cochons craonnais pour donner la race périgourdine dont le livre généalogique est créé en 1931. Le livre généalogique du porc Cul Noir Limousin est créé en 1935. Il siège à Saint-Yrieix-la-Perche. Au début du XXe siècle, on en dénombrait 160 000.
Après la Seconde Guerre mondiale, le développement progressif de l'élevage industriel va engendrer un fort déclin de ces deux races. Ainsi, leurs effectifs passent d'environ 13 000 animaux reproducteurs en 1953 à une centaine dans les années 1970. Au début des années 1980, l'Institut technique du porc recense un très faible nombre d'animaux limousins et périgourdins. Ils sont regroupés au sein de la race cul noir limousin et un programme de conservation est mis en place. Celui-ci obtient un certain succès et permet aux effectifs d'augmenter à nouveau pour atteindre 139 truies en 2003.

## Description
Le cul noir limousin est un porc de type ibérique, très vif, très alerte, habitué à chercher sa nourriture dans la nature. Il est de couleur blanche avec des taches noires plus ou moins larges. On observe notamment deux plaques noires, l'une au niveau de la tête et l'autre au niveau de la croupe. Son corps est trapu, large et maintenu par des membres forts et longs. Sa tête conique a un chanfrein droit et un groin allongé, et porte des oreilles minces pointant vers l'avant. Les reins sont larges, et le dos, arqué quand l'animal est jeune, se redresse au cours du temps. Les côtes sont longues et les épaules sont soudées avec le cou. La queue est fine, et intégralement noire. Les petites soies fines forment des épis à la nuque et entre les hanches et la queue.

## Aptitudes

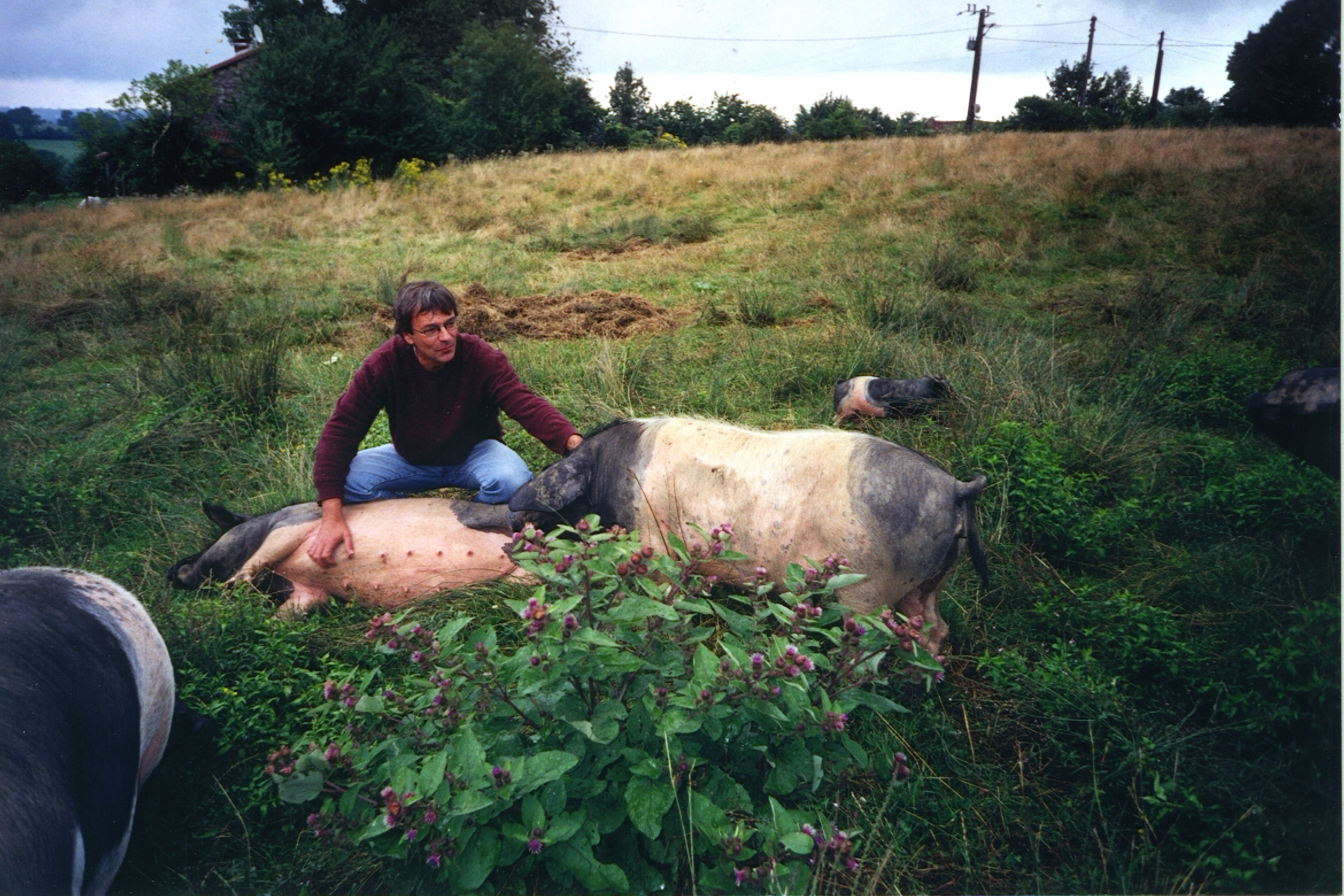
Le cul noir est élevé en liberté

Le cul noir limousin est un porc rustique qui marche bien et a de faibles besoins alimentaires. Il est bien adapté à un élevage sur des parcours dans des châtaigneraies et des chênaies. La truie est assez prolifique avec en moyenne dix porcelets nés totaux par portée. Elle a de bonnes qualités maternelles, mais ne possède, en général, que dix tétines. Deux catégories de charcutiers existent : une où le porc est abattu à partir de 16 mois et 160 kg, l'autre où le porc est abattu à partir de 24 mois et 200 kg. Pour la seconde catégorie, l'épaisseur de gras dorsal peut dépasser 15 cm alors que l'on préconise souvent 1 cm chez les porcs issus d'élevages industriels. Cette faculté à déposer de la graisse, utile auparavant dans les campagnes quand le lard du cochon était une importante source de matière grasse, est responsable du fort déclin de la race lors du développement de l'élevage industriel. Par ailleurs le porc cul noir limousin a une croissance très faible. Toutefois, sa viande est mûre, persillée et particulièrement savoureuse.

## Élevage
Le porc cul noir limousin est un porc élevé en plein air. Afin de redynamiser sa production, les éleveurs ont choisi de maintenir les méthodes d'élevage traditionnelles. Les débouchés sont la vente directe après transformation à la ferme, la vente à des boucheries et charcuteries traditionnelles, des restaurateurs et autres détaillants essentiellement autour du bassin de production.

## Sélection
Aujourd'hui, la race cul noir limousin fait partie des six races locales en conservation qui bénéficient d'un programme de sauvegarde. Dans ce cadre, le livre généalogique des races locales (LIGERAL) auquel elle est inscrite, en collaboration avec l'Institut technique du porc, gère les plans d'accouplements au sein de la race afin d'éviter la consanguinité et la perte de variabilité génétique qui serait fatale à la race. Par ailleurs, de la semence de porc Cul Noir Limousin est conservée par cryoconservation.

## Diffusion

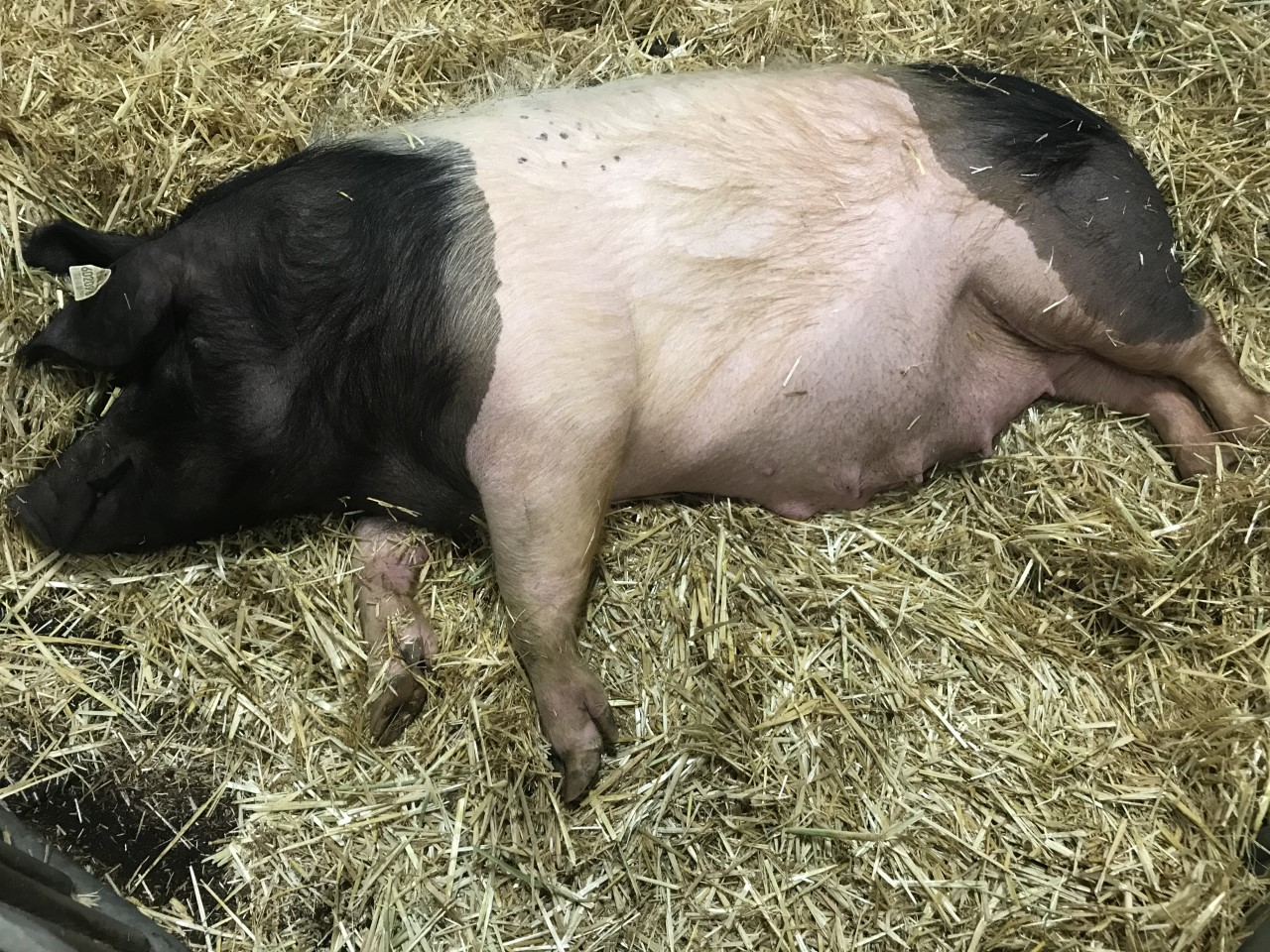
Truie cul noir limousin au salon de l'agriculture.

En 2003, il y a 43 verrats et 139 truies cul noir limousin répartis chez 38 éleveurs, avec une large majorité de ceux-ci en Limousin où sont élevés 33 verrats et 118 truies. La présence de ce porc dans les autres régions est anecdotique, avec trois verrats et huit truies en Aquitaine et trois verrats et neuf truies en Poitou-Charentes.
En 2025, les éleveurs se répartissent dans le Périgord et le Limousin https://porc-cul-noir.fr/eleveurs/.